# Galeria Olympia
Galeria Olympia là một phòng trưng bày nghệ thuật ở Kraków, Ba Lan được thành lập năm 1999, trưng bày các tác phẩm của các nghệ sĩ đương đại. Tên của nó đề cập đến tên của người sáng lập, Olimpia Maciejewska, và tiêu đề một bức tranh năm 1863 của Edouard Manet. Phòng trưng bày nằm ở quận Podgórze, tại số 24/4b đường Limanowskiego.

## Hoạt động
Galeria Olympia được thành lập vào ngày 4 tháng 6 năm 1999. Nó có trụ sở tại đường Koletek cho đến năm 2001, sau đó nó đã được di chuyển nhiều lần. Kể từ năm 2013, nó hoạt động ở 24/4b đường Limanowskiego.
Phòng trưng bày được điều hành bởi Fred Gijbels Foundation. Mỗi năm, nó tổ chức nhiều triển lãm cá nhân khác nhau và ít nhất một triển lãm nhóm tập trung vào một vấn đề nhất định. Nó đã tổ chức các sự kiện là một phần của Tháng Ảnh tại Krakow và Lễ hội Conrad (triển lãm The Great Forties). Xem trước triển lãm là một đóng góp thường xuyên cho tạp chí Gadający Pies.

## Nghệ sĩ
Các nghệ sĩ có các tác phẩm tại phòng trưng bày bao gồm:
- Bogusław Bachorczyk
- Ireneusz Bęc
- Ewa Ciepielewska
- Wojciech Ćwiertniewicz
- Edward Fella
- Raffaella Gentile
- Adam Golec
- Katarzyna Kmita
- Bogumił Książek
- Robert Motelski
- Andrzej PIlyichowski-Ragno
- Adam Rzepecki
- Łódź Kaliska group
- Tomasz Vetulani
- Piotr Wachowski